# 선정규

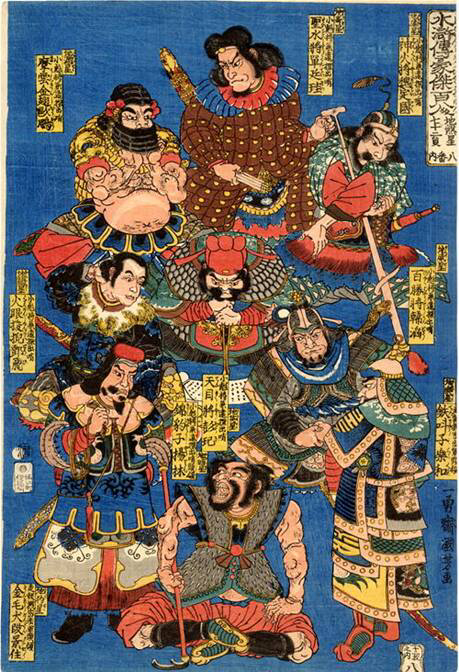

선정규(單廷珪)는 중국의 사대기서(四大奇書) 중 하나인 《수호전》(水滸傳)에 등장하는 인물로, 108성 중 44위이자 지살성(地煞星)의 지기성(地奇星)에 해당한다. 별호는 성수장군(聖水將軍)으로 수공을 잘했다는 데서 유래(다만, 이야기 속에서 실제로 이 특기 전술로 싸우는 장면은 없다).
화공을 특기로 하는 신화장군 위정국과 항상 짝을 지어 행동한다. 위정국의 붉은 갑옷에 대해 선정규는 검은 갑옷, 검은 자루의 창, 검은 말에 검은 옷의 보병을 이끌었다(오행사상에서 빨간색은 불을, 검은색은 물을 나타낸다). 또한 대도 관승과는 옛 지인 사이이다.

## 생애
능주(凌州)의 단련사(團練使). 양산박 토벌에 파견된 맹장 관승 등이 양산박군에 투항하고 나아가 북경 대명부까지 함락되었다는 소식에 조정은 당황하였고, 송나라의 재상 채경이 천거하여 위정국과 함께 양산박 토벌의 칙명이 내려졌다.
관승의 부장인 선찬·학사문 등을 물리쳤으나 관승과의 일대일 대결에서 패해 투항한다. 또 위정국에게 투항하기를 설득하고, 성공하여 위정국과 함께 양산박군에 합류한다. 이후 증롱의 증두시(曾頭市) 공격 및 동창부 공략에 참전한다.
양산박에 108명이 모였을 때에는 마군(馬軍) 소표장(小彪將)의 16명 중 제7위 장교가 되었다. 양산박군이 조정에 귀순한 후에는 야율휘의 요나라와의 전투를 비롯하여 위정국과 함께 각지에서 분전하여 활약한다.
방랍 정벌에서도 활약하였으나, 흡주성(歙州城)의 성문이 개방되어 있는 것을 보고 위정국과 함께 입구에 들어가다가 왕인이 설치한 함정의 덫에 걸려 전사하였다.